# Egyptens herrlandslag i vattenpolo
Egyptens herrlandslag i vattenpolo representerar Egypten i vattenpolo på herrsidan. Laget slutade på sjunde plats i 1948 års olympiska turnering.

### Fotnoter
1. ↑  Todor Krastev (21 mars 1948). ”Men Water Polo Olympic Games 1948 London (GBR) - 30.07-07.08 Winner Italy” (på engelska). Sport Statistics. Arkiverad från originalet den 5 juni 2015. https://web.archive.org/web/20150605040104/http://todor66.com/Water_Polo/Olympic/Men_1948.html. Läst 27 juni 2015.